# Geowissenschaftliche Mitteilungen (TU Wien)
Die Geowissenschaftlichen Mitteilungen sind eine Schriftenreihe des Department für Geodäsie und Geoinformation der TU Wien und seiner Vorgänger, in der wissenschaftliche Arbeiten und Konferenzschriften aus dem Department publiziert werden.
Die Schriftenreihe wurde 1973 von Kurt Bretterbauer gegründet und in den folgenden Jahren als Publikationsorgan der Fachgruppe Geowissenschaften ausgebaut. Jährlich erscheinen etwa 2–5 Bände in zwangloser Folge, die mehrheitlich vom herausgebenden Institut bzw. aus Drittmitteln finanziert werden. Bis 2019 sind 103 Bände erschienen, darunter Dissertationen und Habilitationen sowie Tagungsbände (GeoLIS 1–3, ISPS, Kartografie, Informationstage) und Festschriften (u. a. Karl Neumaier, Kurt Bretterbauer und P. Waldhäusl).